# Atari 2600
L'Atari 2600 (pubblicizzata nei primi anni di commercializzazione come Atari VCS, sigla di Video Computer System) è una console per videogiochi prodotta da Atari e venduta a partire da agosto 1977 fino al 1992.
È stata tra le prime console a utilizzare le cartucce come metodo di distribuzione dei giochi ed è anche ricordata come la prima console di successo: ne sono stati infatti venduti circa 30 milioni di esemplari, una delle console più longeve di tutti i tempi. Furono realizzati per la console più di 550 giochi e vennero vendute più di 120 milioni di cartucce, con prezzi che oscillavano fra i 12 e i 35 dollari.

## Storia

### L'ideazione e il progetto di Bushnell
Nolan Bushnell, dopo i successi degli arcade prodotti dalla sua Atari, aveva ben presto focalizzato la sua attenzione sulle console da gioco domestiche che stavano comparendo in quel periodo: uno dei primi tentativi fatti in quel senso, la Magnavox Odyssey del 1972, non stava andando male nonostante avesse limitate capacità hardware e pochi giochi disponibili. Bushnell voleva un sistema domestico capace di far giocare tutta la famiglia all'interno della propria abitazione. Mosso da questa idea si avvalse della collaborazione di Allan Alcorn per realizzare la versione domestica di uno dei giochi arcade più popolari di Atari, Pong. Questo gioco fu un successo: presentato nel 1975, in pochi mesi fu venduto in 150.000 esemplari.
Mosso dalla buona riuscita della versione domestica di Pong, Bushnell decise di realizzare una console capace di riprodurre non solo gli arcade fino ad allora commercializzati da Atari ma anche nuovi giochi: l'idea era quella di progettare un sistema con caratteristiche avanzate, che non fosse limitato alla visualizzazione di immagini stilizzate in bianco e nero, com'era stato nel caso delle "racchette" (un paio di rettangoli verticali) e della "pallina" (un quadrato) di Pong.
Lo sviluppo del nuovo hardware iniziò nel 1975, e come responsabile del progetto venne incaricato Alcorn: inizialmente fu noto come Stella, anche se il codice del progetto era CX2600. Il sistema era basato sulla CPU MOS 6507, un microprocessore derivato dal MOS 6502, a cui era affiancato un processore grafico appositamente sviluppato da Jay Miner, il Television Interface Adaptor (TIA).
A metà del 1976 Fairchild Semiconductor rilasciò la sua Video Entertainment System (VES), la prima console ad adottare le cartucce come mezzo di distribuzione dei giochi. Bushnell si accorse che Atari non aveva le risorse per poter completare lo sviluppo della propria console in un tempo ragionevole per competere con la nuova macchina appena messa in vendita e decise perciò di vendere l'azienda a Warner Communication. La nuova proprietà accelerò lo sviluppo della macchina, visto che agli inizi del 1977 si era affacciato sul mercato un altro produttore, Radio Corporation of America, con la sua RCA Studio II, un'altra console basata sempre su cartucce.

### La commercializzazione e il successo

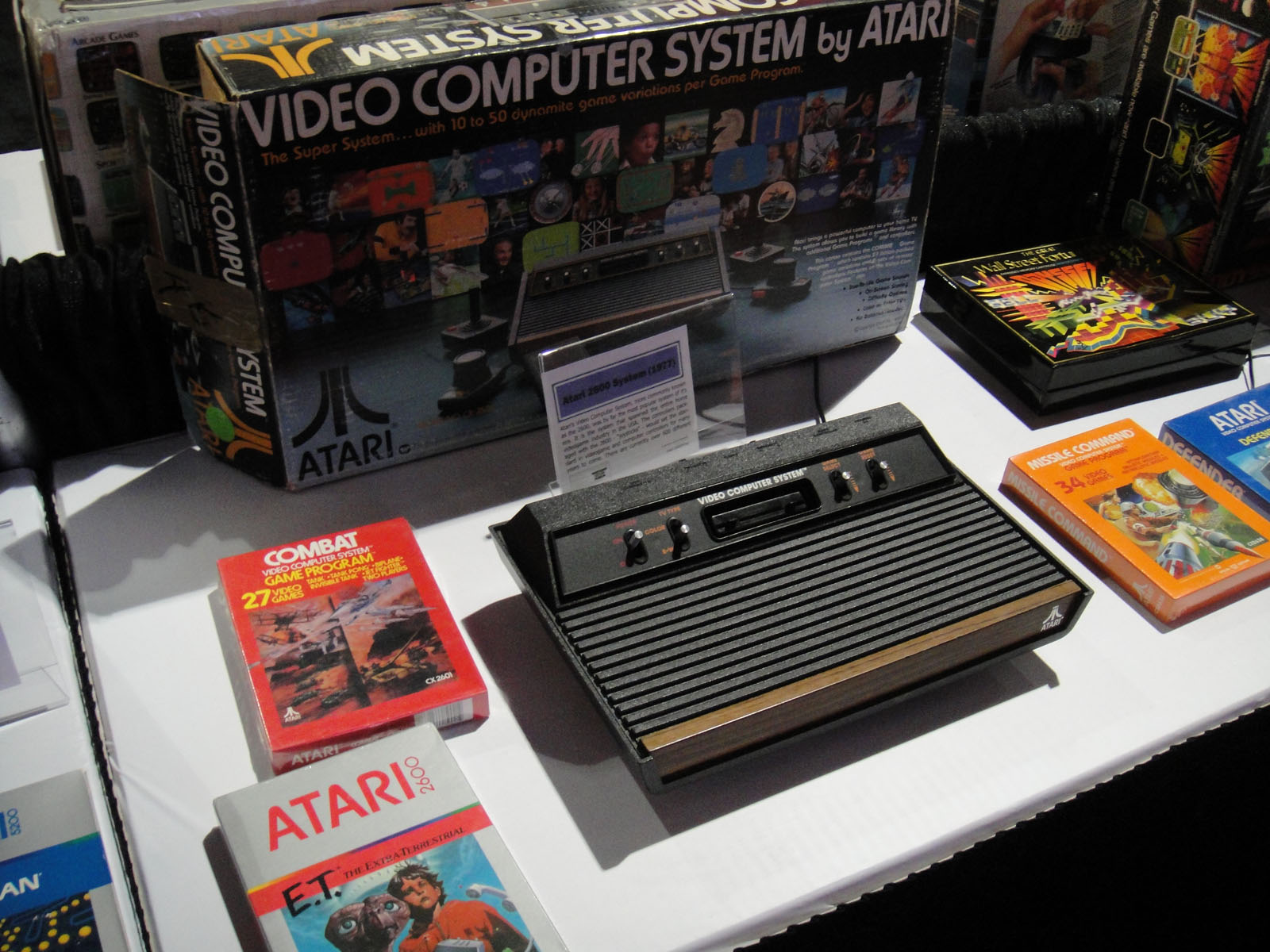
La console con la sua confezione ed alcuni giochi in cartuccia.

La nuova console di Atari fu commercializzata a partire dall'agosto 1977, inizialmente con il nome di Video Computer System (VCS). A causa di ciò Fairchild cambiò il nome della sua VES in Channel F per evitare ambiguità.
La console fu messa in vendita a 199 dollari, una cifra molto elevata per l'epoca, e la confezione conteneva, oltre alla macchina, anche 2 joystick, 2 paddle ed un gioco, Combat. Altri 8 titoli (Air-Sea Battle, Basic Math, Blackjack, Indy 500, Star Ship, Street Racer, Surround e Video Olympics) erano acquistabili, per un totale di 9 giochi disponibili al momento del lancio.
Inizialmente la console vendette bene ma non riscosse un grande successo perché il mercato dei videogiochi non era ancora esploso. Il 1978 vide delle buone vendite, spinte anche dal rilascio di nuovi giochi ma l'affermazione vera e propria si ebbe nel 1979 quando la console iniziò a far registrare numeri da record, grazie anche al rilascio delle conversioni di famosi giochi arcade di cui Atari aveva acquisito i diritti, tra cui Space Invaders, che spinse le vendite della console rendendola un grande successo commerciale. Tra la fine degli anni settanta ed i primi anni ottanta l'Atari 2600 dominò il mercato delle console permettendo ad Atari di registrare alla fine del 1982 un fatturato record di 5 miliardi di dollari.
Nel 1979 Mattel presentò l'Intellivision, una console che, seppur superiore a livello di caratteristiche tecniche all'Atari 2600, aveva un parco giochi più ridotto. Atari iniziò quindi lo sviluppo del successore della sua console, che fu presentato nel 1982 come Atari 5200: contemporaneamente, l'Atari VCS fu ribattezzata Atari 2600, dal numero di progetto della console.

### La concorrenza, la versioneJre la dismissione
Durante il 1982 debuttò un'altra console, il ColecoVision di Coleco. La concorrenza si fece sempre più agguerrita e l'Atari 2600, con il suo hardware ormai datato, riusciva ancora a vendere solo grazie alle centinaia di giochi già disponibili ed alle esclusive di famosi giochi da bar o di titoli basati su pellicole cinematografiche. A questi ultimi 2 filoni appartengono rispettivamente Pac-Man e ET The Extra Terrestrial, considerati da molti come uno dei motivi principali che portò alla famosa crisi dei videogiochi del 1983, che colpì non solo Atari ma tutta l'industria videoludica: nonostante inizialmente (grazie al successo delle controparti originali) siano state vendute milioni di copie, la scarsa qualità dei giochi portò molti degli acquirenti a restituire le cartucce e chiedere il rimborso del prezzo d'acquisto.  Moltissime delle copie prodotte tornarono quindi indietro sommandosi a quelle rimaste invendute. Ciò portò Atari a registrare in quell'anno un passivo di ben 536 milioni di dollari. Questo insuccesso fu il motivo per cui Warner decise nel 1984 di vendere la divisione computer e console che fu acquistata da Jack Tramiel, dopo l'uscita dalla Commodore International di cui era stato il fondatore, che la trasformò in Atari Corporation.
Dopo il riassetto societario il prezzo della console fu abbassato a 40/50 dollari rimanendo in vendita come macchina di fascia bassa perché il suo parco giochi attirava ancora alcuni giocatori. Nel 1986 la console fu riprogettata per contenerne i costi di produzione e fu dotata di un contenitore più compatto realizzato in plastica: fu messa in vendita a 50 dollari. Anche se ufficialmente il nome non era stato cambiato, questa versione divenne nota come Atari 2600 Jr. (acronimo di Junior). La produzione della 2600 Jr. e delle sue derivate continuò fuori dagli Stati Uniti d'America e venne interrotta solo nel 1991.

## Caratteristiche

### Ilcase

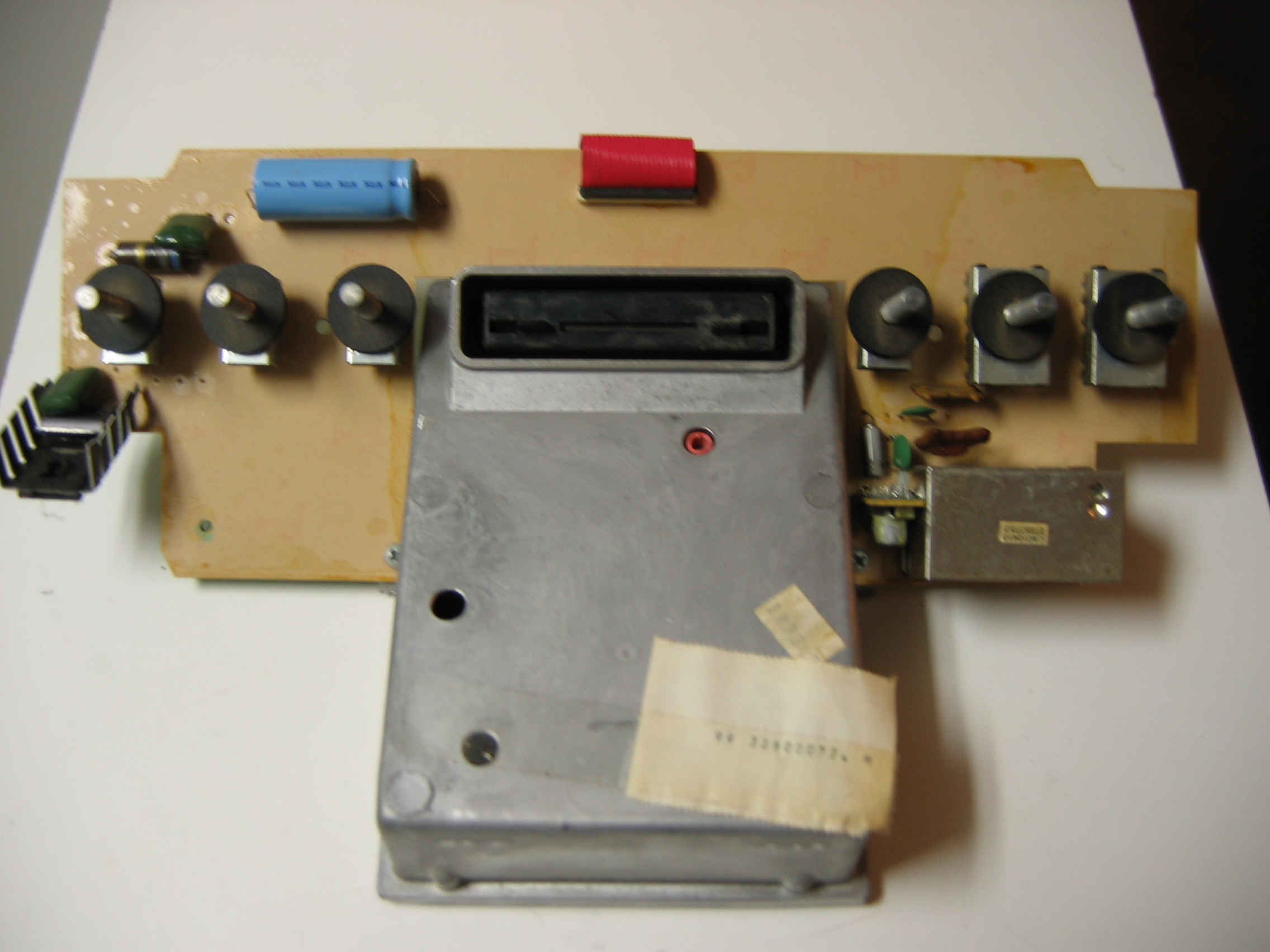
L'interno della prima versione dell'Atari 2600, nota come heavy sixer.

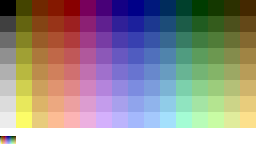
La tavolozza dei colori dell'Atari 2600.

La console utilizza un contenitore in materiale plastico con inserti in finta radica. Sul lato superiore presenta 6 levette denominate "power", "tv type", "left difficulty", "right difficulty", "game select" e "game reset", rispettivamente per accendere la console, selezionare l'uscita del segnale video a colori o a bianco e nero, impostare la difficoltà per il giocatore di sinistra e di destra, scegliere il tipo di gioco se la cartuccia offre più modalità e per resettare il gioco stesso. Centralmente c'era la porta in cui inserire le cartucce dei giochi.

### CPU
Il gioco è eseguito dalla CPU centrale, un MOS 6507: questo è una versione derivata dal MOS 6502 con un contenitore con un numero ridotto di piedini per essere più compatto. La riduzione dei piedini era stata effettuata eliminando, tra le altre, alcune linee di indirizzamento dei dati per cui il 6507 è in grado di accedere solo a 8 kB di memoria, ulteriormente diminuita a 4 kB per via della limitazione della porta di espansione dell'Atari 2600, contro i 64 kB che poteva gestire il 6502 originale. Al MOS 6507 è affiancato un MOS 6532 che gestisce le linee di Input/Output, come la lettura dei selettori e i joystick, e fornisce 128 byte di memoria RAM che la CPU utilizza per memorizzare dati del gioco, come il punteggio e la posizione degli sprite.

### La porta per cartucce
Le prime cartucce contenevano solo 2 kB di memoria ROM, in cui erano salvati il codice e i dati (musica e grafica) del gioco, ed era stato previsto di utilizzare al massimo cartucce da 4 kB che, all'epoca, sembrava un taglio più che sufficiente per contenere i giochi che sarebbero usciti durante la vita commerciale della console, che inizialmente era stata prevista essere di circa 3 anni, ma grazie al successo della console Atari ne prolungò la produzione e i giochi, divenuti più complessi, iniziarono a richiedere più spazio. 
Per poter aggirare il limite di indirizzamento della porta di espansione dell'Atari 2600, che dimezzava le capacità del MOS 6507 a soli 4 kB da poter gestire, fu fatto ricorso alla tecnica del bank switching: la memoria è divisa in più banchi e accedendo a determinate locazioni di memoria della cartuccia viene selezionato il banco da attivare. Qualche gioco offre anche memoria RAM addizionale, utilizzabile sempre con la tecnica del bank switching.

### Il chip grafico
La grafica è gestita da un integrato specifico, sviluppato da Jay Miner, denominato Television Interface Adaptor (TIA). Questo chip permette di gestire pochi sprite: 1 "ball", 2 "player", 2 "missile" e infine un oggetto statico detto "playfield". Il TIA ha una tavolozza di 128 colori in NTSC e PAL-M (il sistema di gestione del segnale video usato in Brasile), ridotti a 108 in PAL e a soli 8 nel caso di segnale di tipo SÉCAM. Il chip non ha un framebuffer: l'immagine è costruita dal programma riga per riga, permettendo così al programmatore di variare l'aspetto ed i colori degli sprite durante la generazione della stessa immagine. Il TIA gestisce anche 2 canali audio e l'input dei joystick e dei paddle.

### Controller

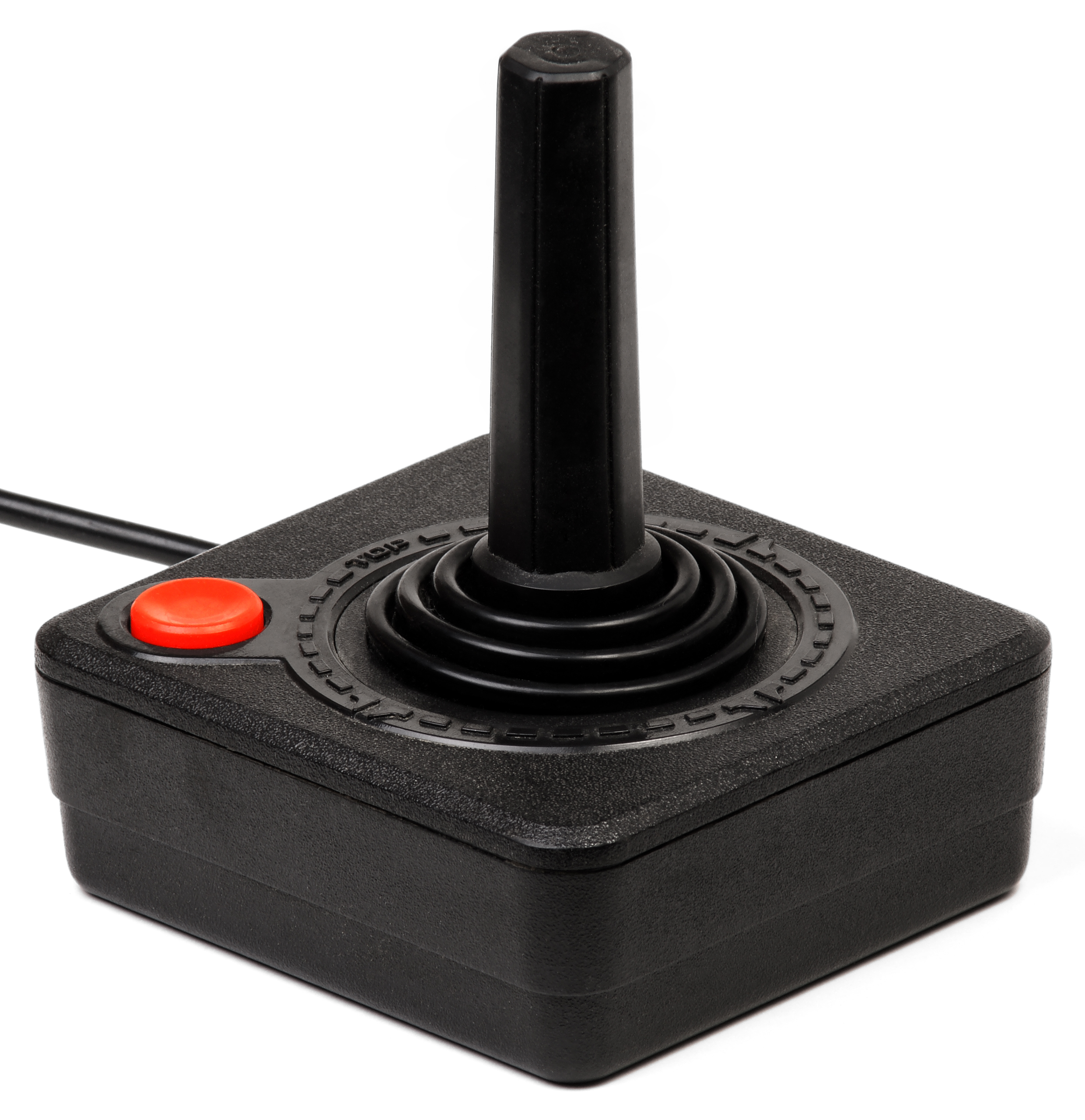
Il joystick CX10 standard dell'Atari 2600

La console era venduta con due joystick modello CX10, tuttavia dato che la console utilizza una porta proprietaria, la porta joystick Atari, tutti i dispositivi che supportano tale tecnologia sono pienamente compatibili. Tra le periferiche ufficiali vennero prodotte le paddle modello CX20 e CX30, il joystick nuovo modello CX40, il tastierino numerico CX50, il tastierino CX21, il joystick senza filo CX42. Un progetto molto originale, ma fallimentare e mai entrato in produzione, fu l'Atari Mindlink, una fascia controllata con i movimenti della fronte.

## Espansioni
Queste periferiche vennero prodotte da terze parti e aumentano le potenzialità generali della console. Tra le più famose vi furono:
- CompuMate: trasforma la console in un molto semplice computer con tastiera
- Supercharger: aumenta molto la memoria ed esegue software su cassetta
- Master Module per GameLine: un modem che permetteva di scaricare giochi da un servizio telefonico

## Specifiche tecniche
- CPU: MOS 6507 a 1,19 MHz
- Processore Audio + Video: Television Interface Adaptor (TIA)
  - 160 × 192 pixel
  - 128 colori (128 su schermo, massimo 4 per linea senza utilizzo di trucchi software)
  - 2 canali mono per l'audio: 1 generatore di onde quadre, 1 generatore di rumore bianco
- MOS RIOT (MOS 6532 - RAM, I/O, Timer):
  - RAM: 128 byte (integrata nel MOS RIOT); RAM aggiuntiva poteva essere fornita dalle cartucce
  - Gestione dell'input:
    - 2 connettori DE-9 per joystick e paddle
    - 6 interruttori per gestire la console
- ROM (cartucce giochi): 4 kB di capacità massima (fino a 32 kB o più tramite lo scambio dei banchi ROM)
- Output: Modulatore RF per il collegamento al televisore

## Versioni
Vennero prodotte più varianti di Atari 2600.
- Atari VCS CX2600 "Heavy Sixer" / "Sunnyvale" (1977)
Il modello originale aveva 6 levette cromate poste sulla plancia per modificare le impostazioni del gioco e della console ed includeva nella confezione di vendita il gioco Combat, 2 joystick e 2 paddle. Questo modello, per via del suo peso più elevato rispetto a quello successivo, fu in seguito ribattezzato "Heavy Sixer". La credenza secondo cui il peso maggiore sia dovuto alla schermatura metallica del modulatore RF più massiccia è falsa perché questa è sostanzialmente identica nelle due versioni: la differenza è dovuta soltanto alle plastiche più spesse del contenitore adottato.[23] Questa versione è nota anche come "Sunnyvale" perché fabbricata a Sunnyvale (California), come indicato in un adesivo che riportava anche il numero di serie.[24]
- Atari VCS CX2600 (1978)
La seconda versione era più leggera della precedente per via delle plastiche del contenitore di minor spessore.[23]
- Atari VCS CX2600A (1980)
La terza versione era identica alla seconda ma presentava solo 4 levette: i selettori di difficoltà "A" e "B", non più utilizzati nei giochi più recenti, erano stati posti sul retro della console.
- Atari 2600 "Vader" (1982)
La console fu ribattezzata 2600 per differenziarla dalla neonata Atari 5200. Anche il contenitore subì delle modifiche: fu tolto l'inserto in radica e fu realizzato in plastica nera. Le confezioni di vendita erano due: la prima includeva 2 giochi, Combat e Pac-Man, e 2 joystick; la seconda aveva 1 solo joystick e nessun gioco incluso. A causa del colore nero, questa versione è nota come "Vader", dal nome inglese del personaggio di Dart Fener del film Guerre stellari.[24]
- Atari 2600 Jr. (1986)
Identica alla precedente a livello di hardware, questa versione aveva solo un contenitore di dimensioni più ridotte per contenere i costi e riposizionare la console come sistema di gioco entry level.
- Atari 2600 Jr. Rev. A "Long Rainbow" (1986)
Identica alla precedente versione, da cui si differenziava per un arcobaleno riportato sull'inserto cromato della console più lungo rispetto a quello del modello precedente: per questo dettaglio, questo modello è anche noto come "2600 Jr. Long Rainbow".[24]
- Atari 2600 Jr. "Black" (1989)
Questo fu l'ultimo modello di 2600 prodotto. Per contenere i costi, fu rimossa la striscia metallica contenente l'arcobaleno. A causa del colore nero del contenitore questa versione è nota come "Black".[24]

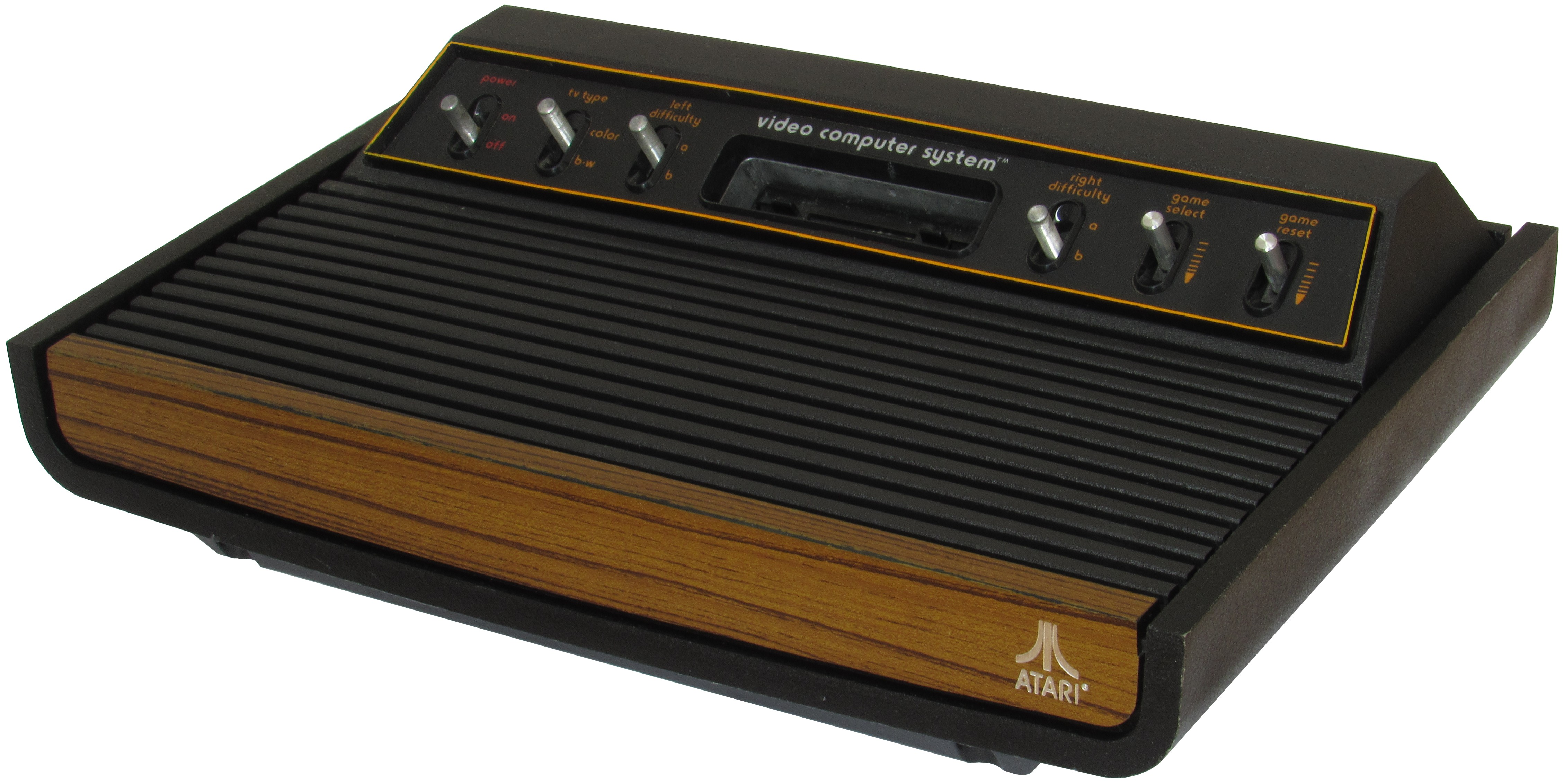
Atari VCS CX2600 "Heavy Sixer" (1977)
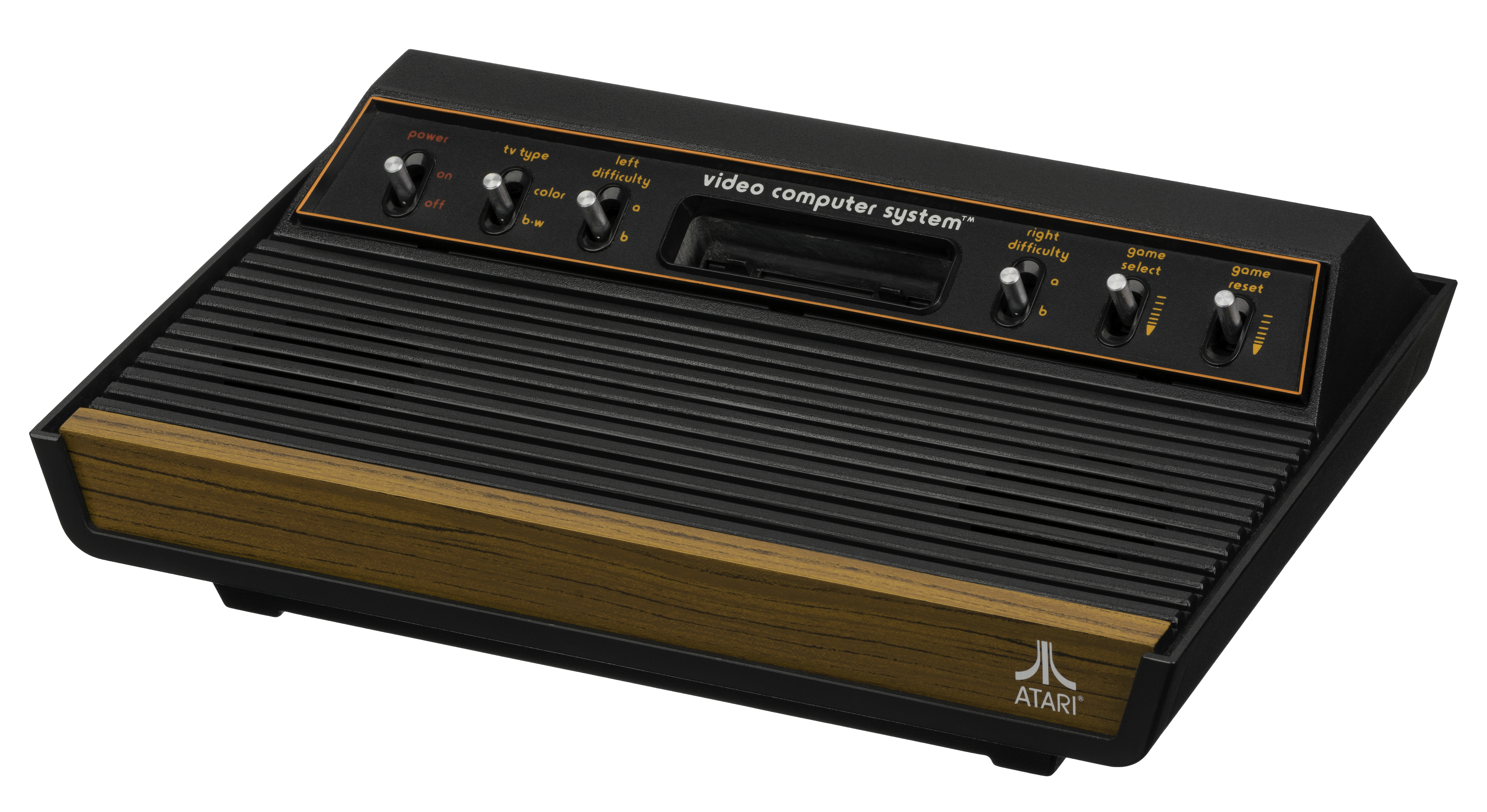
Atari VCS CX2600 (1978)
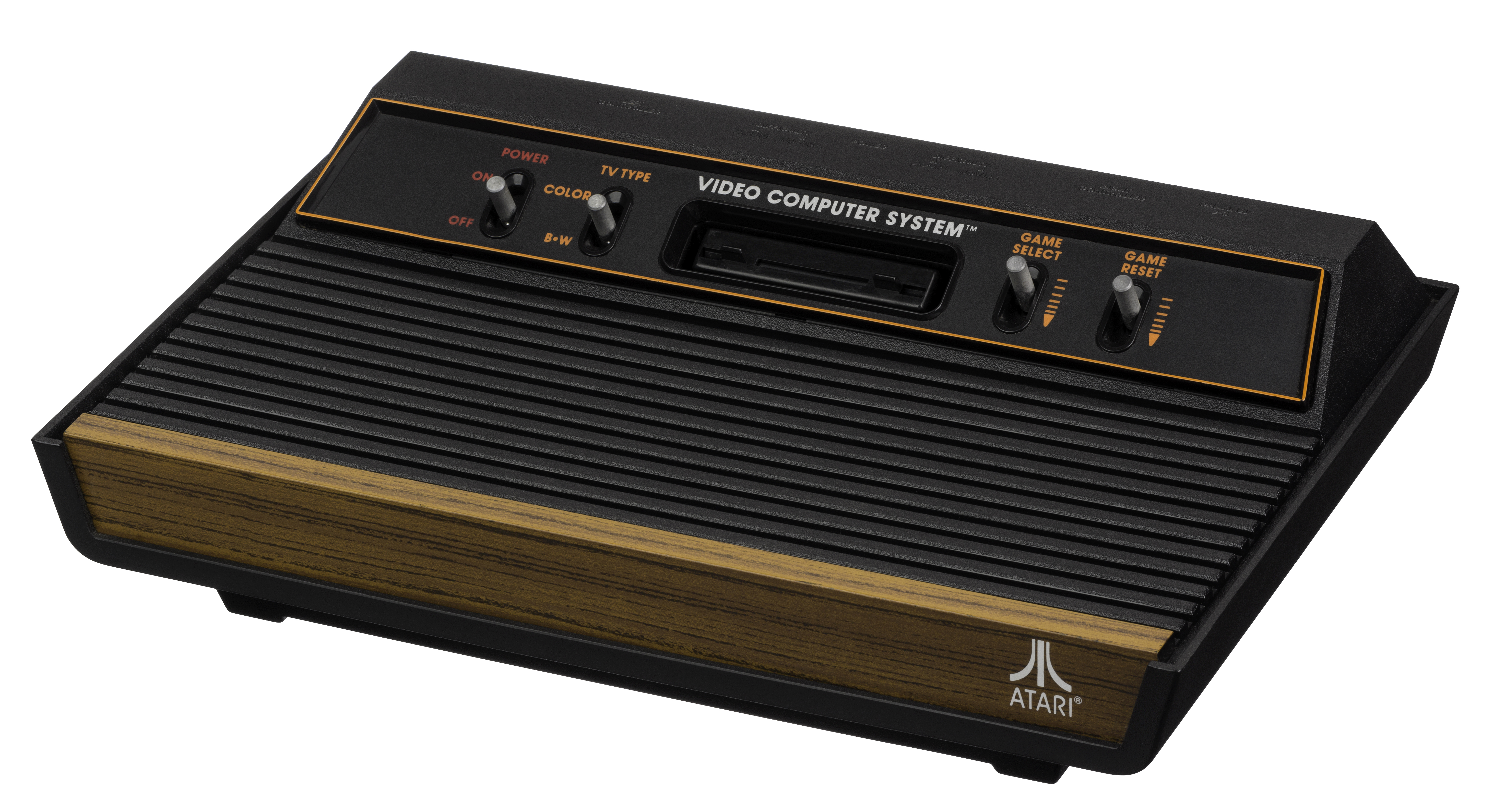
Atari VCS CX2600A (1980)
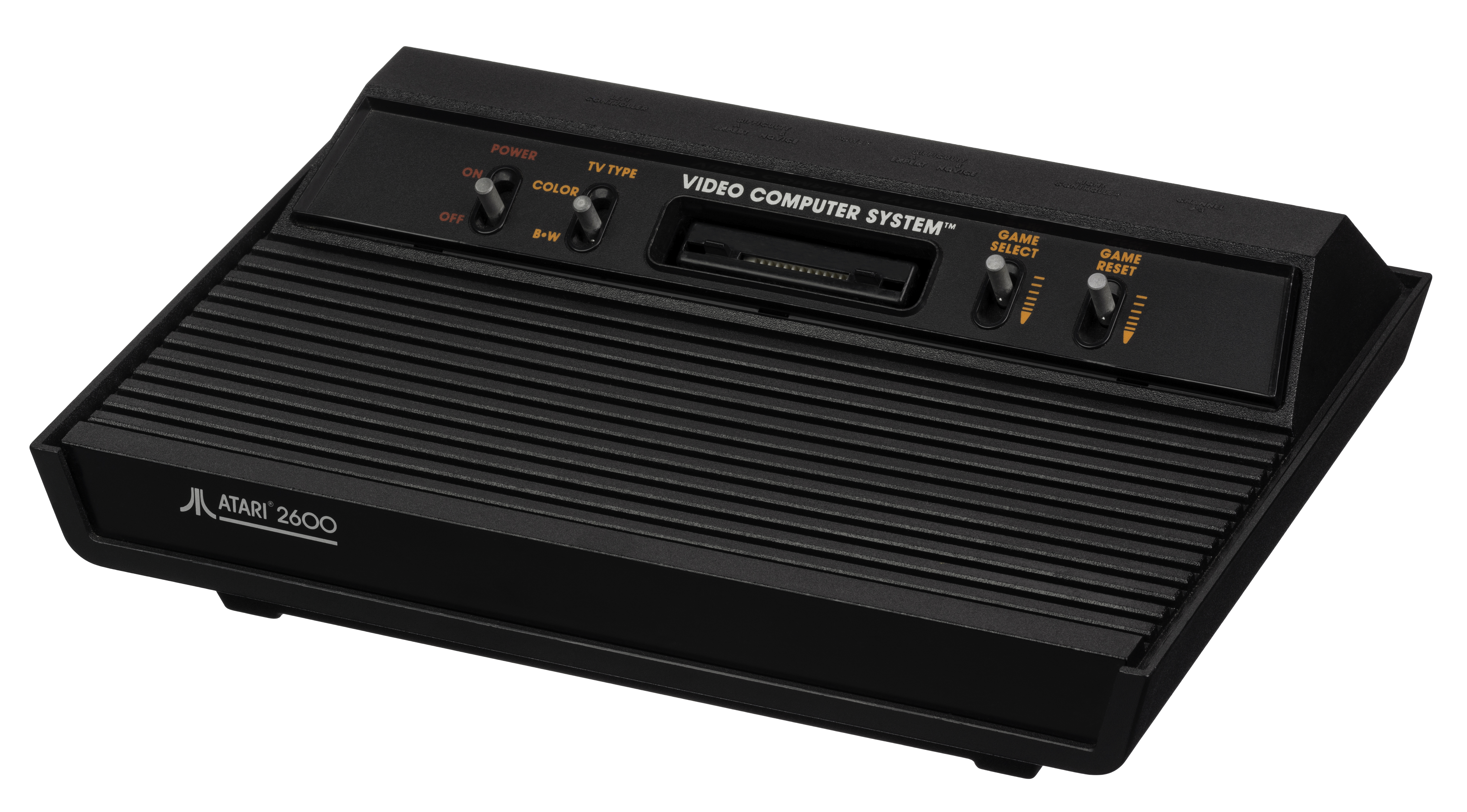
Atari 2600 "Vader" (1982)
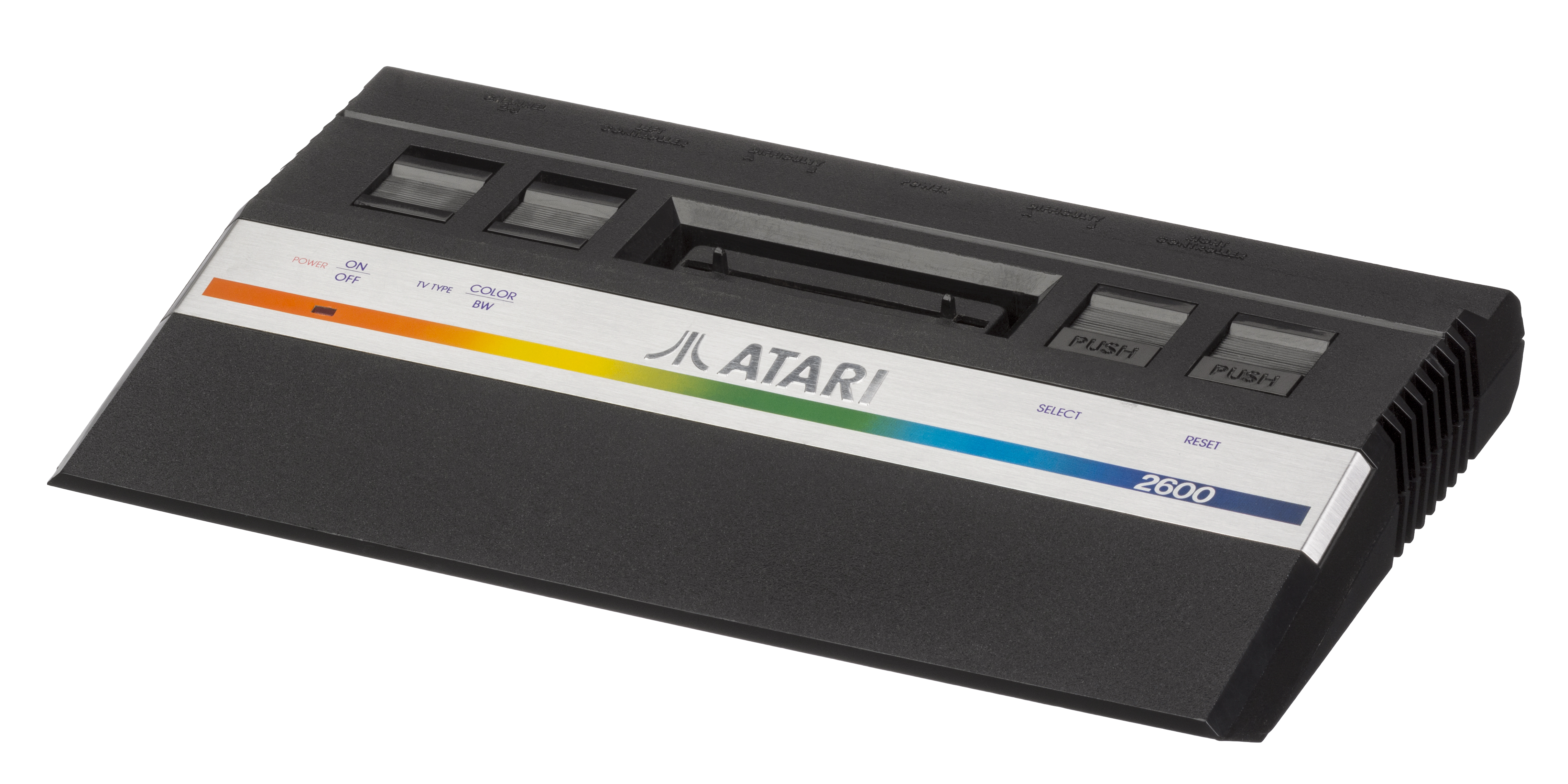
Atari 2600 Jr. Rev. A "Long Rainbow" (1986)

## Derivati, prototipi e cloni
L'Atari 2800 era una versione della 2600 caratterizzata da un contenitore più squadrato e con 4 porte joystick anziché le classiche 2: fu commercializzata in Giappone come Atari 2800J.
La catena di distribuzione Sears vendeva alcune versioni dell'Atari 2600 con il proprio marchio Sears Tele-Games: il Sears Video Arcade era basato sulla prima Atari 2600 mentre il Sears Video Arcade II era basato sull'Atari 2800.
Furono realizzati anche diversi prototipi, per la maggior parte mai commercializzati:
- Atari 2200 (CX2200): era una versione semplificata della console, che in seguito divenne l'Atari 2600 Jr.;[26]
- Atari 2000 (CX2000): aveva i joystick integrati nel corpo della console;[27]
- Atari 2500 (CX2500): simile all'Atari CX2000;[28]
- Atari 2700: era dotata di joystick wireless. Non fu mai messa in vendita per problemi di interferenze: i controller avevano un raggio di circa 300 metri e potevano influenzare altre console nelle vicinanze. Inoltre erano stati sviluppati sulla base di comuni telecomandi per cui i segnali potevano essere ricevuti da altri apparecchi elettronici.[29]

Vista la popolarità della console, diversi produttori realizzarono cloni funzionanti con le cartucce originali, commercializzati soprattutto in Brasile. In seguito si diffusero dei cloni con diversi giochi salvati in una ROM interna da cui l'utente poteva selezionare quale titolo giocare, come il TV-Boy.
Da citare il caso di Coleco: essa non solo realizzò un adattatore per poter usare le cartucce originali dell'Atari 2600 sul suo ColecoVision ma realizzò addirittura un clone dell'intera console, venduto come Coleco Gemini.

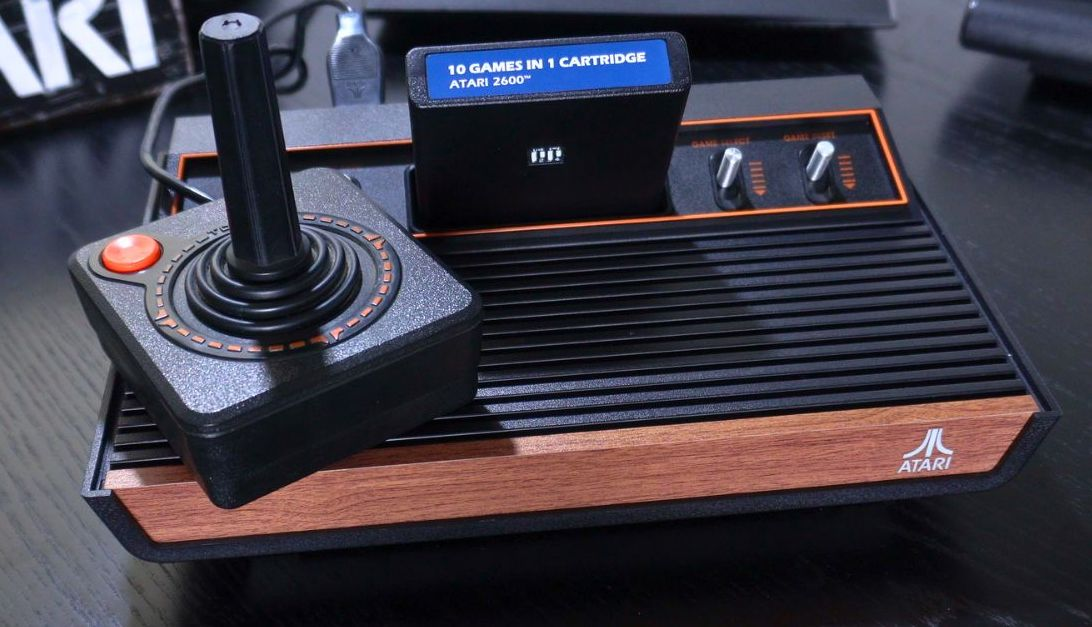
Atari 2600+ (2023)

- Atari, Inc. ha rilasciato l'Atari 2600+, una replica in scala dell'80% del modello CX2600-A del 1980, il 17 novembre 2023. Il 2600+ include il supporto per le cartucce Atari 2600 e 7800 originali.[30]
- Matra 3600, era un clone italiano dell'Atari 2600 jr distribuito in Italia da GRA.DI. Srl Milano. Era disponibile in due versioni: una con cartuccia Matra (compatibile Atari 2600) contenente otto giochi; l'altra con otto giochi incorporati nella memoria rom della console. Questa macchina è stata prodotta circa nel 1989.[31]

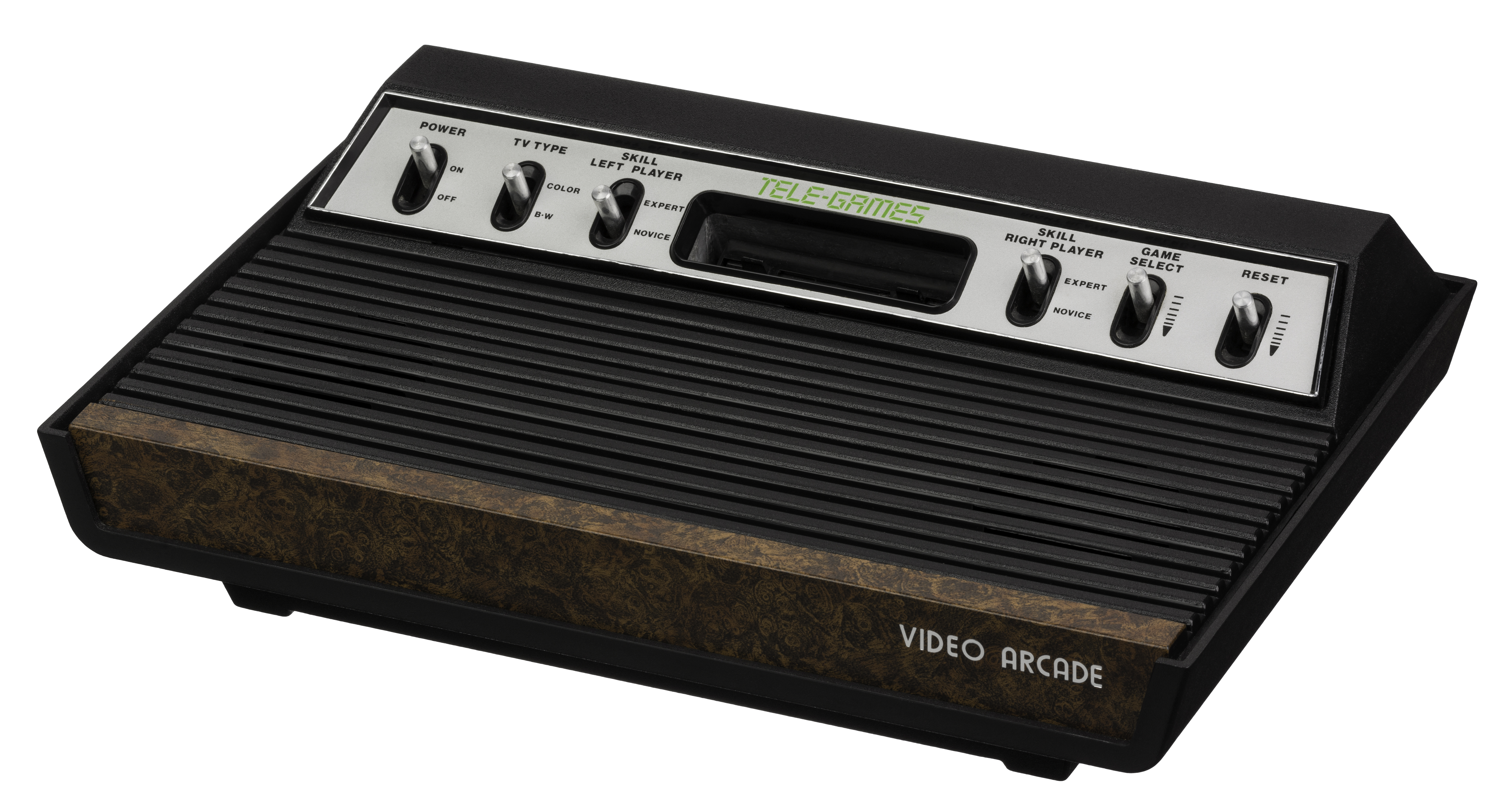
Sears Tele Games (Atari 2600 distribuita da Sears)
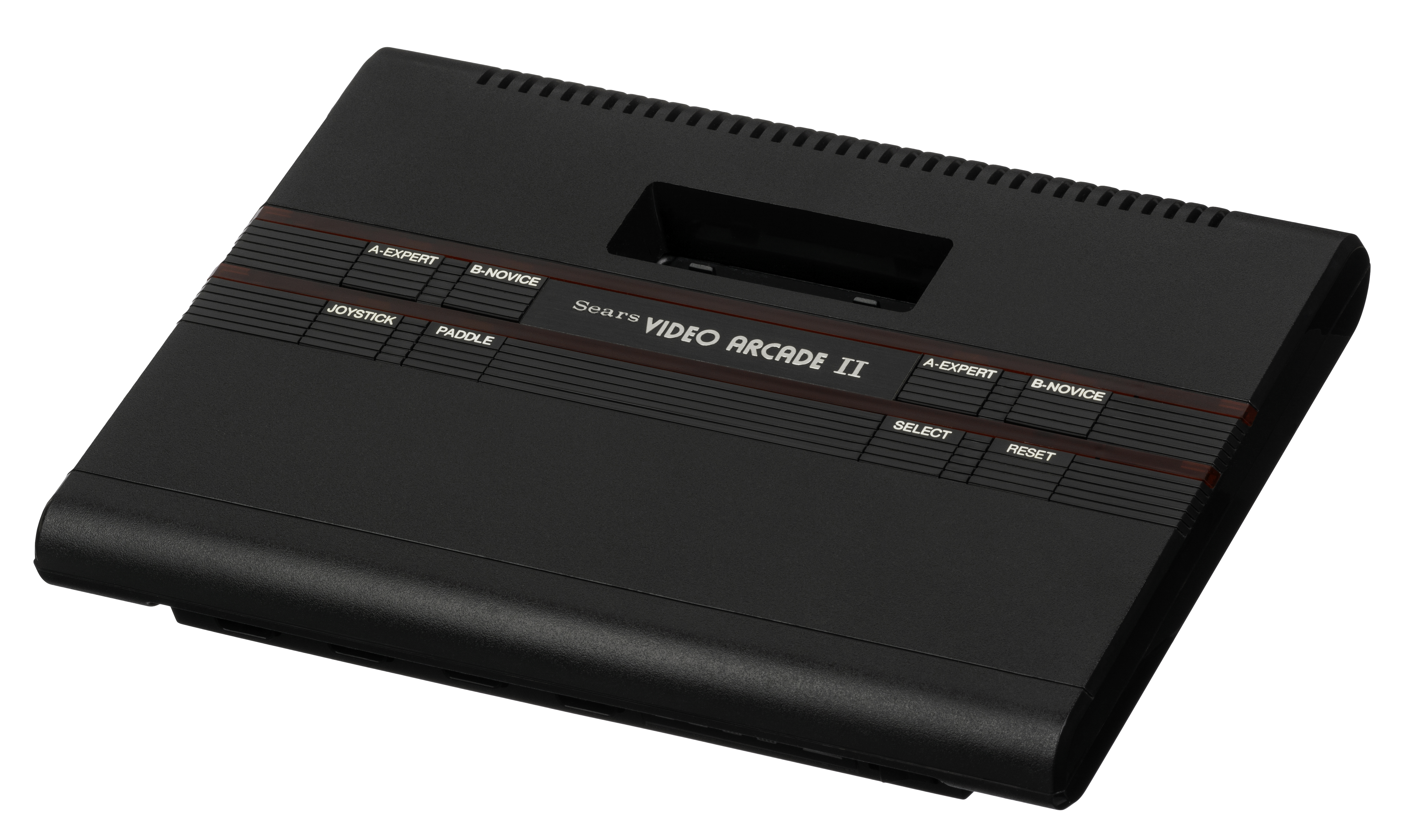
Sears Video Arcade II (Atari 2800 distribuita da Sears)
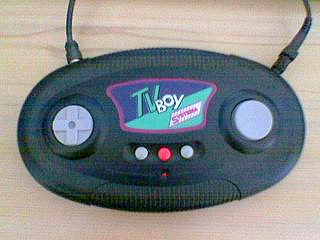
Il TV-Boy, un clone dell'Atari 2600

## Videogiochi
Al momento del lancio della console erano disponibili solo 9 titoli, compreso quello incluso nella confezione. Durante la sua vita commerciale uscirono un gran numero di titoli, arrivando alla cifra complessiva di 550 giochi. Tra questi si annoverano conversioni di giochi da bar quali Breakout e Asteroids ma anche titoli in esclusiva che hanno segnato la storia della console, come l'avventura grafica Adventure, Yars' Revenge, Pitfall! e Raiders of the Lost Ark.
Secondo una selezione fatta dalla rivista Retro Gamer, dichiaratamente approssimativa data la difficoltà di scelta, i dieci più grandi giochi per Atari 2600 sono Space Invaders, River Raid, Berserk, Adventure, Ms. Pac-Man, H.E.R.O., Stargate, Pitfall II, Ice Hockey, Thrust. In una selezione successiva vennero nominati anche Yars' Revenge, Frogger, Missile Command, Warlords, Kaboom!, Keystone Kapers, Demon Attack, Solaris, Seaquest, Super Breakout, Centipede, Battlezone, Enduro, Frostbite, Raiders of the Lost Ark, Combat, Phoenix.

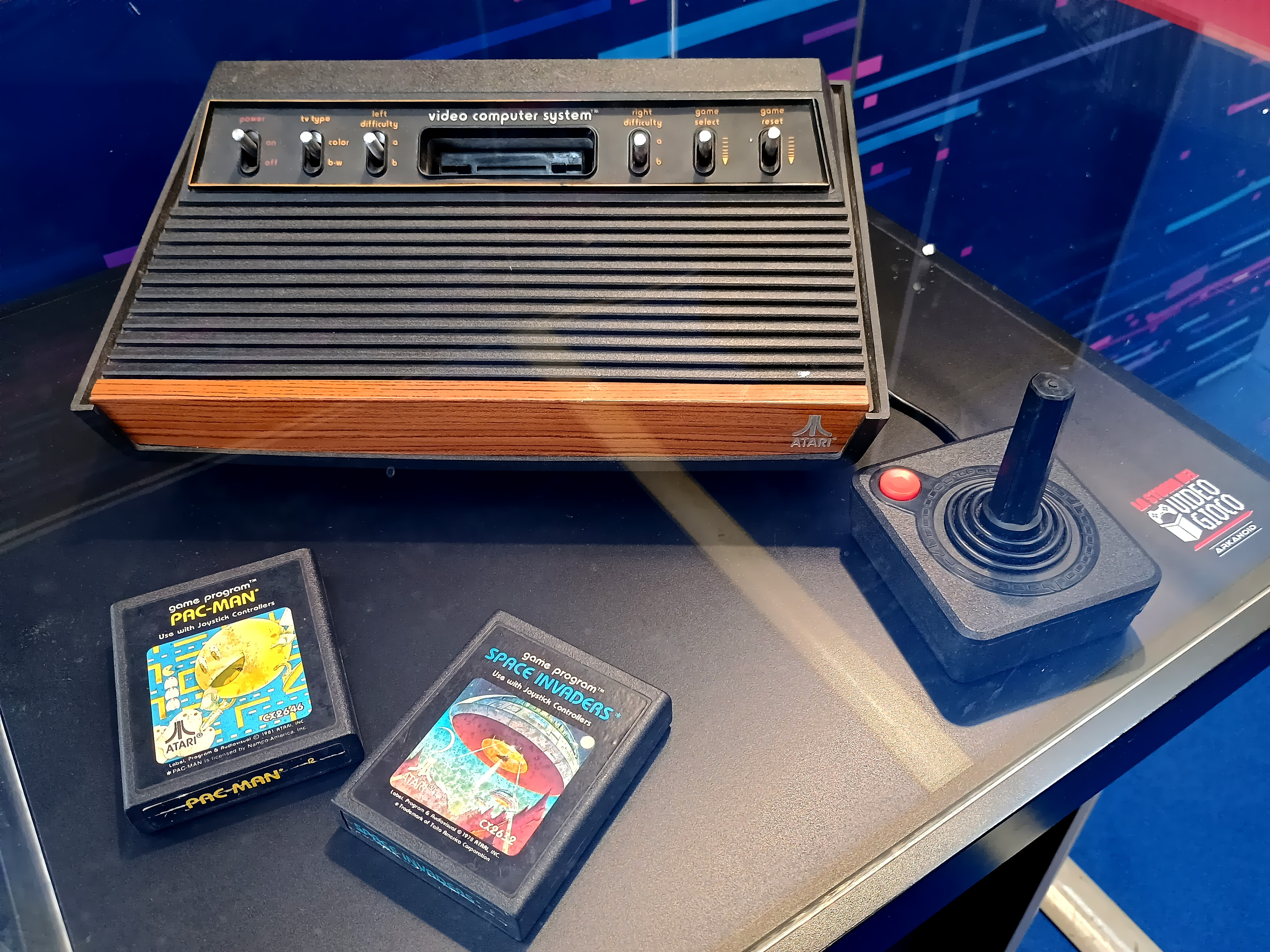
Console con 2 titoli, uno di successo, l'altro contribui alla crisi dei videogame

Vanno annoverati nell'elenco anche titoli che si sono fatti notare per la loro pessima qualità. Tra questi spiccano E.T., basato sul film E.T. l'extra-terrestre e considerato da molti come il peggior videogioco mai realizzato in assoluto, sviluppato in fretta e furia in sole 5 settimane, e Pac-Man, che inizialmente vendette bene cavalcando la scia del successo dell'arcade di Namco ma che, in seguito, accumulò pesanti passivi per l'elevato numero di cartucce rimaste invendute o restituite dovuto alle notevoli limitazioni della console che non permisero di riprodurre con fedeltà il gioco originale , cosa smentita nel momento in cui uscì nel 2008 Pac-Man 4k programmato da Dennis Debro. Il gioco risiede in soli 4K come quello rilasciato da Atari nel 1982, dimostrando che Tod Frye fu la persona sbagliata a cui assegnare la conversione di un gioco così importante.